# Aides (équitation)
Pour les articles homonymes, voir Aides.
Les aides sont les moyens de communication entre le cheval et le cavalier. En agissant sur le cheval, elles permettent au cavalier de lui transmettre ses volontés et de sentir comment il les interprète afin d'en tirer les conclusions qui s'imposent. Les aides permettent aussi au cavalier d'apprécier le caractère et le tempérament de sa monture. C'est grâce aux aides que le cavalier dirige son cheval.
Les aides sont l'assiette, les jambes, le talon, les mains qui agissent par l'intermédiaire des rênes, l'éperon, la gaule ou cravache, la caresse et la voix. Ces trois dernières aides sont qualifiées d'aides accessoires ou supplémentaires. L'assiette, les jambes, le talon, les mains et la voix sont dites aides naturelles par opposition à la cravache, la gaule ou l'éperon, qui créés par l'homme pour prolonger les aides naturelles, sont dites artificielles.
Le juste emploi des aides dépend principalement du cavalier qui seul peut apprécier le degré de soumission ou de résistance de sa monture. La part de l'instructeur, moniteur ou entraîneur est dans ce cas limitée car il ne peut pas être lui-même sur le cheval.

## Utilité des aides
Le cheval se meut en fonction des positions prises par les différentes parties de son corps et de l'impulsion dont il dispose. En conséquence, le cavalier doit, d'une part lui donner la position qui lui permettra d'obtenir le mouvement qu'il souhaite lui faire exécuter, et d'autre part régler l'impulsion qui lui est nécessaire pour qu'il réalise ce mouvement correctement.
Les aides produisent, entretiennent, augmentent ou diminuent l'impulsion. Elles déterminent le mouvement que l'on veut obtenir du cheval.
C'est par la répétition et la finesse des aides que se crée un véritable code entre le cheval et son cavalier. Plus les aides sont délicates et bien accordées, plus les chevaux sont légers et précis.
C'est en dosant l'usage des aides, en les employant au moment utile et en usant de l'intensité juste, que le cavalier parvient au tact équestre qui préside à l'économie de ses forces. Ainsi, il peut prévenir, ou mieux vaincre, les résistances du cheval.

### En avant
Un cheval est en avant quand il se propulse à la moindre indication des aides. C'est le deuxième but fixé par le général Lhotte dans sa formule : « Calme, en avant, droit ». Un cheval qui se jette en avant par affolement ou pour se libérer de son cavalier ne répond pas à cette formule qui implique plus une perméabilité aux aides et une obéissance franche et immédiate qu'une capacité d'aller vite.

## Historique
L'expression du « cheval qui est dans la main et dans les talons » apparait en 1612 dans La Pratique du cavalier de René de Menou, disciple de Pluvinel et écuyer ordinaire à la grande écurie. Dans sa progression, le cheval est d'abord mis dans la main d'un côté puis dans les talons, et enfin la main et les talons ensemble en faisant aller le cheval de côté, les épaules un peu en avant.
La "mise en main" est définie par Samuel Fouquet de Beaurepaire dans Le Modèle du parfait cavalier en 1665. En 1682, dans une académie parisienne, Imbotti de Beaumont affirme que l'important est de gagner la tête du cheval et de lui donner un bon appui car cela permet ensuite de s'adresser à l'ensemble du cheval. Le travail de la croupe et la mise sur la main sont théorisées par le comte d'Aure dans son Cours d'équitation de 1850 et par Steinbrecht, écuyer à Berlin et Dessau, dans son Gymnase du cheval en 1885.

## L'assiette
L'assiette du cavalier est la partie du corps en contact avec le cheval par l'intermédiaire de la selle, soit le triangle périnée-ischions qui repose sur la selle, prolongé par la face interne des cuisses, genoux inclus. Elle lui procure stabilité et équilibre dans la selle, qualificatifs qui définissent aussi l'assiette. Le cavalier sent les réactions de son cheval, et plus particulièrement celles du dos et de l'arrière-main par l'intermédiaire de ses fesses et de ses cuisses qui adhèrent le plus possible au corps du cheval. L'assiette lui permet de faire intervenir le poids de son corps dans la conduite de sa monture et de ressentir la bonne transmission de l'impulsion.
Pour agir correctement et obtenir ce qui est qualifié de « bonne assiette », le cavalier doit être assis au milieu et en avant de sa selle tout en avançant sa ceinture. Par la liant de l'assiette obtenu grâce à la flexibilité du rein qui absorbe et accompagne les mouvements du dos du cheval, le cavalier lui transmet ses volontés par le chargement ou l'allégement de l'une ou l'autre des parties de son assiette. C'est de toutes les aides la plus discrète et la plus efficace.
La modification de la répartition du poids dans l'assiette déplace le centre de gravité de la masse cavalier-cheval. Ainsi le rassembler est obtenu par le chargement de l'arrière de l'assiette à la suite d'un engagement des lombaires du cavalier et à l'enveloppement du cheval par la face interne des cuisses et des mollets qui suscite le fléchissement des articulations et du rachis. L'allongement est provoqué par l'allégement de l'assiette et les déplacements latéraux par la pesée sur la face interne de la selle dans le sens du mouvement,.
Instinctivement le cheval réagit en sens inverse à toute modification de son équilibre. En conséquence, le cavalier ne doit en aucun cas déplacer son assiette mais agir par chargement ou allègement. Les déplacements de son buste ne doivent que corriger les effets de l'inertie et maintenir le centre de gravité du cavalier à la verticale de celui du cheval. Ces déplacements accompagnent ceux de l'équidé, sans le précéder ni le suivre.
L'assiette permet au cavalier de percevoir les réactions du dos et de l'arrière-main de son cheval ainsi que son activité. À partir de ces ressentis, le cavalier peut discerner les résistances de sa monture et les corriger. Par le tact de l'assiette, il ressent aussi les mouvements des membres et peut alors rectifier ou modifier les allures lorsqu'il le juge nécessaire.

## La main
La main permet d'indiquer par l'intermédiaire des rênes qui agissent sur la bouche du cheval par l'entremise du mors. Le rapport entre la main du cavalier et la bouche du cheval, appelé contact, doit être confiant, moelleux et permanent, grâce à des rênes ajustées par le cavalier et tendues par le cheval sous l'effet de l'impulsion. Les mains agissent uniquement de bas en haut et par fermeture des doigts. Les poignets du cavalier sont soutenus. Elles cèdent à propos en suivant le mouvement de l'encolure et résistent quand nécessaire. Dès avant que le cheval cède, les mains en font autant,. La main reste fixe par rapport à la bouche du cheval. "La main fixe suffit à tout" écrit Beudant.
La main est dite douce lorsque le contact se limite au seul poids des rênes.
La main permet de régler l'impulsion. En agissant simultanément sur les deux rênes, elles peuvent faire ralentir, arrêter ou reculer le cheval. Le demi-arrêt, action brève et nette de la main exécutée les doigts fermés sur les rênes suivie du relâchement progressif des doigts et d'une cession de la main, permet de ralentir le cheval et de le rééquilibrer en reportant du poids sur l'arrière-main.
La vibration des doigts sur les rênes permet de décontracter la mâchoire.
Les mains permettent de régler la position de l'avant-main du cheval en agissant par l'intermédiaire de la bouche sur la tête, l'encolure et les épaules. Elles permettent ainsi de déplacer ces parties du corps du cheval, les unes par rapport aux autres et par rapport à l'ensemble du corps, ou bien encore de déplacer l'arrière-main en donnant aux épaules une position qui oblige les hanches à changer de direction.
En fonction du niveau de dressage du cheval, le cavalier détermine le placer du cheval grâce aux mains : la main intérieure lui permet de fixer le degré de placer du chanfrein et la main extérieure, toujours plus soutenue que la main intérieure, fixe l'altitude de la nuque. Des rênes égales permettent de conserver la rectitude.
Les doigts jouent et badinent sans jamais tirer. Les mains n'agissent jamais vers l'arrière.

### L'appui
L'appui est le degré d'intensité du contact entre la main du cavalier et la bouche du cheval par l'intermédiaire des embouchures et des rênes. La finesse de l'appui est déterminé par celle de la main. Une main dure et mobile amène le cheval à fuir le contact ou, au contraire, à s'appuyer sur la main. Il est indispensable, même si cela est difficile, d'arriver à une liaison entre la main et la bouche où n'interviennent ni forces, ni poids.
La tension donnée par le cheval aux rênes ajustées, appelée appui, doit, en équitation académique, être le plus léger possible et se limiter au simple contact qui ne doit jamais être perdu pour autant; les rênes longues sans aucun contact sont réservées au repos.

### Les effets de rênes

#### Définition et controverse
Une classification des actions de rênes en six effets fut enseignée et a prévalu dans la deuxième moitié du XXe siècle. Alors que les anciens n'utilisaient que la "rêne du dedans" pour diriger, la "rêne de dehors" pour soutenir, ainsi que le demi-arrêt pour alléger et rassembler, ces six effets ont eu pour conséquence de causer raideur et lourdeur à nombre de chevaux qui ne furent montés qu'avec l'aide des mains.
Lors de l'utilisation des effets de rênes, les jambes du cavalier demeurent toujours présentes et agissent dès lors que l'impulsion faiblit. Le maintien de l'impulsion doit demeurer la préoccupation constante du cavalier.

#### 1ereffet: la rêne directe d'ouverture
La rêne directe d'ouverture est une rêne isolée qui entraine la tête, l'encolure et les épaules du côté où elle agit. Cette rêne est utilisée pour tourner. En portant son poignet vers le côté où il veut tourner, les ongles au-dessus, le cavalier attire la tête du cheval dans la direction où il souhaite se diriger. L'encolure suit la tête, puis les épaules suivent l'encolure, et le cheval tourne dans la direction indiquée dès lors que le mouvement est entretenu.

#### 2eeffet: la rêne contraire ou d'appui
Cet effet de rêne permet de tourner large en dirigeant le cheval dans un sens contraire à son action. La rêne est dite d'appui car elle s'appuie sur le côté de l'encolure. Pour tourner vers la gauche, le cavalier porte le poignet droit en avant et à gauche tout en attirant le bout du nez du cheval à droite ce qui a pour conséquence d'infléchir l'encolure et de porter le poids sur l'épaule gauche. En accentuant le mouvement du poignet tout en entretenant l'impulsion, le cavalier obtient une rupture d'équilibre vers la gauche qui lui permet de tourner.

#### 3eeffet: la rêne directe d'opposition
La rêne d'opposition s'oppose au mouvement en avant. Elle permet de ralentir, d'arrêter et de reculer. Par une résistance de la main, les doigts serrés sur les rênes tout en maintenant l'impulsion, le cavalier donne à une rêne une direction parallèle à l'axe du cheval ce qui ralentit le mouvement de l'épaule correspondant à cette rêne (épaule droite pour la rêne droite par ex.). Les hanches dévient sur le côté opposé.

#### 4eeffet: la rêne contraire d'opposition en avant du garrot
Cet effet de rêne est utilisé pour tourner court. En maintenant l'impulsion, le cavalier oriente la rêne droite d'avant en arrière vers l'épaule gauche du cheval tout en la conservant en avant du garrot et en poussant les épaules en arrière et à gauche. Le cheval est obligé de dévier ses hanches en sens contraire, légèrement vers la droite, et tourne à gauche en ralentissant son allure.

#### 5eeffet: la rêne contraire d'opposition en arrière du garrot
Cet effet de rênes est utilisé dans les pas de côté. Le cavalier agit sur l'ensemble du corps du cheval et pousse à la fois l'avant-main et l'arrière-main d'un côté en orientant la rêne contraire opposée d'avant en arrière, en la positionnant en arrière du garrot et dans la direction de la hanche opposée. Cette action pousse le cheval obliquement vers la direction opposée à la main qui agit. Cette puissante action de main agit sur toute la masse du cheval; elle permet de le maintenir droit ou de le redresser si nécessaire. Enfin, elle le met sur les hanches.

#### 6eeffet: la rêne contraire d'opposition ou intermédiaire au milieu du garrot
Cet effet de rênes est aussi appelé rêne intermédiaire car son orientation est intermédiaire entre celle de la rêne directe d'opposition et celle de la rêne contraire d'opposition en avant du garrot. Il est utilisé pour l'épaule en dedans.

### Le tact de la main
Une bonne main est tout à la fois fixe, légère, douce et ferme. Une main fixe est exempte de mouvements involontaires ou inutiles. C'est sa première qualité sans laquelle les autres ne pourraient produire leur effet. Une main légère a un simple contacta vec la bouche du cheval. Elle est douce lorsqu'elle donne le soutien et est ferme quand elle permet un appui franc.
Une bonne main résiste quand cela est nécessaire et cède dès la résistance a disparu. Elle est donc, en fonction de l'instant, ferme ou légère. Les doigts ne doivent jamais avoir une force supérieure à la résistance du cheval. Les actions de mains varient aussi en fonction du niveau de dressage du cheval, devenant au fil du temps de plus en plus simplement indicatives.

#### Affermir la bouche
Affermir la bouche consiste à donner au cheval la mesure du contact qu'il doit avoir avec la main. D'une main délicate du cavalier dépend la finesse réceptive du cheval aux aides. c'est donc un des premiers éléments du dressage. L'affermissement de la bouche résulte de la confiance de cheval dans la main qui le mène ne s'obtient que par une prise de contact progressive et douce.

#### S'attacher à la main
Un cavalier s'attache à la main quand sa main ignorante se fixe aux rênes sans relâche ni nuance. La Guérinière disait qu'«elle est un des plus grands défauts que l'on puisse avoir à cheval »

### Le cheval en arrière de la main
Le cheval en arrière de la main refuse le contact avec la main de son cavalier. Cette attitude résulte des atteintes qui ont été infligées à sa bouche par des mouvements inconsidérés ou par une trop forte traction. Le cheval en arrière de la main donne une fausse sensation de légèreté qui peut être assimilée à une forme d'acculement. Pour obtenir un retour à la confiance et la correction de cette défense, il est nécessaire de rendre le contact franc et léger par une douce fixité de la main par rapport à la bouche et par de l'impulsion.

### Le cheval au-dessus de la main
Le cheval au-dessus de la main a un mouvement de nuque de bas en haut ou une attitude de la tête contractée dans une position presque horizontale qui révèle sa répulsion pour une main dure ou maladroite. En conséquence, son dos se creuse et se durcit, et il présente une rigidité des articulations qui détraquent l'équilibre et les allures. Pour y remédier, il est suggéré de le travailler en alternant bride et filet et en effectuant des divisions d'appui sur des voltes aux allures moyennes avec une main basse et douce. Les chevaux à l'encolure renversée ont tendance à se mettre au-dessus de la main sur de mauvaises mains

### Le cheval au-dessous de la main
Le cheval au-dessous de la main a une attitude de l'ensemble tête-encolure qui s'abaisse pour échapper à une main dure en lui opposant le vide. Cette attitude s'accompagne toujours d'un certain degré d'acculement provoqué par la hantise qu'a le cheval de se heurter à la main du cavalier. Une main douce sur un filet simple suffit normalement à y remédier. Les chevaux à l'encolure rouée qui, comme les chevaux arabes, présentent une courbure prononcée dans la partie supérieure ont tendance à esquiver et à s'enfermer au-dessous de la main.

### Le badinage des rênes
Le badinage des rênes est constitué par de petites secousses données sur des rênes molles avec comme objectif de provoquer la mobilité de la bouche du cheval. Cette pratique peut occasionner des mouvements nerveux de la bouche. Elle a été particulièrement utilisée par certains écuyers du XVIIIe siècle et a été reprise dans une forme méthodique par Baucher avec ses flexions et vibrations.

## La jambe
Les jambes servent avant tout à produire et entretenir l'impulsion. Les jambes du cavalier doivent être fixes, c'est-à-dire conserver un contact moelleux avec le corps du cheval, sans aucun mouvement involontaire, grâce notamment à des étriers ajustés en conséquence.
Les cuisses, le haut des mollets, la face postérieure des genoux (jarrets) et les talons permettent les actions de jambe. Ils sont accompagnés de l'engagement de l'assiette pour agir sur l'impulsion. Les deux cuisses et les deux jarrets du cavalier agissent ensemble par pression pour mettre le cheval en avant ou augmenter son impulsion. La cuisse et le jarret d'une jambe agissent isolément pour effectuer des déplacements latéraux. Ils prolongent alors l'action de la main. Le haut du mollet permet de renforcer l'action si le cavalier n'obtient pas la demande requise. Le talon, avec ou sans l'aide de l'éperon, est utilisé en dernier recours car il oblige le cavalier à remonter ou reculer légèrement la jambe et provoque ainsi un déplacement de son équilibre. Lorsque le cavalier souhaite s'opposer à un déplacement latéral de l'arrière-main, les jambes résistent par pression. L'action de la jambe d'impulsion s'effectue un peu en arrière de la sangle, la pression s'exerce d'arrière en avant et est dosée de façon à ne pas surprendre le cheval. Les actions du mollet et du talon sur un cheval ne se portant pas en avant sont franches et énergiques. L'action de jambe isolée s'exerce perpendiculairement au flanc du cheval et progressivement pour ne pas le surprendre, un peu en arrière de la sangle sans toutefois reculer la jambe trop loin.
L'action de jambe s'exerce toujours sous forme de contacts brefs et successifs. L'élément essentiel de cette action impulsive est constitué par la série de chocs produits par leur répétition. L'intensité de ces chocs varie de la vibration au battement puis au coup.
La jambe est particulièrement efficace et précise lorsque le cavalier est assis dans sa selle. L'action s'exerce avec le gras du mollet ce qui exige que le talon du cavalier reste descendu. Dès l'effet souhaité obtenu, elle doit revenir à sa place et conserver son liant avec le cheval. Le cavalier est alors en descente de jambe, il cesse toute action de jambe sur un cheval engagé dans l'attitude et exercice demandé.

### L'appui des jambes
Décrit dans la méthode bauchériste 2e manière, l'appui des jambes consiste à d'abord enfermer le cheval par un appui progressif des mollets, des talons et des éperons, jusqu'à son immobilité complète, puis à libérer les forces ainsi concentrées. Son emploi ne doit pas être systématique avec les chevaux fins et impulsifs avec qui une balance des forces du cheval entre l'assiette et les doigts doit suffire.

### L'éperon
L'éperon permet de renforcer l'action de la jambe. Employé avec finesse et discrétion, c'est une aide qui permet la précision.
L'attaque est la forme la plus énergique de l'usage des talons. Le cavalier fixe ses jambes le plus bas possible et tourne l'éperon perpendiculairement au cheval. C'est une action brève qui peut être renouvelée jusqu'à l'obtention du mouvement en avant. Elle n'est toutefois utilisée que lorsqu'elle est indispensable, la sensibilité du cheval s'émoussant rapidement.

### L'attaque
L'attaque est une forte action du talon ou de l'éperon. Les attaques font partie de la mise à l'éperon avec les chevaux mous, à condition d'être employées avec beaucoup de mesure. Les petites attaques sont des actions qui doivent demeurer exceptionnelles et qui sont employées par certains écuyers pour lutter contre des défenses ou parfaire le rassembler.
Les chevaux lymphatiques se lassent rapidement des attaques, et elles sont donc à proscrire dans le cadre d'un emploi ordinaire

## La gaule et la cravache
La gaule est une longue badine de bois, légère et souple, utilisée pour le dressage. Elle doit mesurer au moins 1,20 m pour permettre au cavalier de toucher toutes les parties du cheval, qu'il soit à pied ou monté. Traditionnellement, la gaule est en bouleau ou en cognassier. Le cavalier monté la porte posé sur la cuisse ou pointée en l'air dans la direction de l'oreille du cheval opposée à la main qui la tient. Elle complète l'usage des jambes quand elle est utilisée montée et s'y substitue dans le travail à pied. La gaule est utilisée comme aide indicative et ne doit pas être coercitive. Elle est aussi employée pour demander les flexions.
Utilisée à l'obstacle, la cravache vient renforcer l'action de la jambe d'impulsion. On y recourt encore pour apprendre au jeune cheval à se porter en avant et à céder des hanches.
La gaule et la cravache demeurent des aides dites artificielles qui prolongent ou fortifient les aides dites naturelles et qui ne peuvent suppléer à l'éducation du cheval qui réside dans une soumission morale et une obéissance physique. De ce fait, elles doivent être utilisée avec parcimonie et par des cavaliers expérimentés.

## La caresse
La caresse est un moyen de dressage auquel le cheval est particulièrement sensible. Elle agit sur son moral. Elle est le plus souvent combinée à une satisfaction immédiate, la récompense, qui permet au cheval d'associer caresse et obtention de l'action demandée. La caresse peur être donnée par la main, la cravache ou la gaule. Des friandises, comme le sucre et la carotte, sont habituellement utilisées pour renforcer la caresse, mais la récompense peut aussi consister en un arrêt de l'exercice, au lâchage des rênes ou encore dans la mise pied à terre du cavalier ou le retour à l'écurie.
Dans tous les cas, pour être efficace, elle doit suivre immédiatement l'obtention de l'obéissance pour que le cheval associe l'action demandée à la caresse. En effet, le cheval n'a pas la possibilité intellectuelle de distinguer spontanément quelle est l'action qui provoque la satisfaction du cavalier. C'est par la répétition des demandes qui provoquent la réaction souhaitée et alors l'octroi de caresses que le cheval va fixer son entendement.
L'usage de la caresse peut parfois créer des méprises au cours du dressage. Par exemple, un cheval qui aura associé caresse et reculer lors de l'apprentissage du reculer, peut reculer dès lors qu'on le caresse.
La caresse rassure et tranquillise le cheval qui comprend très vite qu'au moment de la caresse, il ne peut rien lui arriver de désagréable. En conséquence, elle lui permet de se décontracter.

## La voix
Le cheval, dont l'ouïe est très fine, est particulièrement sensible à la voix, et plus précisément au ton de celle-ci. Il perçoit toute voix, même très faiblement émise. Elever la voix gâche la valeur de celle-ci comme agent de dressage. Par association, elle permet au cavalier d'impacter l'intellect du cheval. Ainsi, par convention, l'appel de langue permet d'accentuer l'impulsion, et "hô-hô" ou "hôla" d'obtenir l'arrêt. Cette aide est très utilisée en attelage, mais aussi lors du travail à pied et à la longe où elle est indispensable, l'homme n'ayant pas d'aides physiques pour communiquer avec le cheval. Elle est interdite en compétition de dressage.
La voix présente l'avantage de ne pas provoquer les contractions du contact physique. Elle permet notamment de reprendre les chevaux dont l'approche de la main ou de la jambe provoque l'irritabilité. En effet, elle calme mais peut aussi indiquer. Les aides de contact sont ensuite substituées par reflexes associés.
La voix de l'homme attire toujours l'attention du cheval et permet d'éviter des réactions de surprise liées à son caractère naturellement craintif.

## L'appel de langue
L'appel de langue est un bref claquement de la langue du cavalier (ou d'un aide à pied) qui permet d'éveiller l'attention du cheval. Il permet parfois d'éviter l'aide de contact qui irriterait ou contracterait le cheval. Il est aussi utilisé dans le cirque et les spectacles équestres. il est interdit en compétition de dressage.

## L'accord des aides
C'est par l'accord des aides que le cavalier permet et facilite l'exécution du mouvement qu'il veut faire exécuter au cheval. Véritable pierre de touche de toute équitation, l'accord des aides est l'exécution logique, harmonieuse et parfaitement dosée de plusieurs aides simultanées. Quelles que soient les aides employées, le cavalier doit veiller à ce que les aides inemployées permettent aux aides actives de produire l'effet souhaité. Lorsqu'il utilise plusieurs aides, leur action ne doit jamais être simultanée. En effet, l'action des différentes aides ont des conséquences secondaires qui se contrebalancent et peuvent s'annuler mutuellement. Le célèbre "mains sans jambes et jambes sans mains" de Baucher illustre le danger d'aides confuses ou contradictoires. De fait, les aides régulatrices doivent être utilisées avec parcimonie. Baucher a encore écrit : "ne jamais faire payer aux jambes les fautes de mains et réciproquement".
Lorsque les aides dominantes sont placées du même côté (jambe droite et main droite par exemple), on les nomme aides latérales. Si elles sont placées de part et d'autre du cheval (main droite et jambe gauche par exemple), on les nomme aides diagonales.Les deux mains et les deux jambes du cavalier agissent isolément, simultanément, latéralement ou bien encore diagonalement pour lui permettre d'obtenir des effets variés.
Le parfait accord des aides dépend de la perfection de l'assiette du cavalier, sans laquelle il ne peut y avoir de précision et de délicatesse dans la moindre de ses actions. La pression du poids du corps du cavalier, qui s'exerce par l'intermédiaire de l'assiette, peut influer sur l'action des autres aides en modifiant l'équilibre du cheval. Le cavalier doit donc veiller à ne pas contrarier les mouvements de son cheval par une mauvaise répartition de son poids dans la selle. Plus le cheval a un dressage abouti, plus les déplacements d'assiette sont limités pour, en équitation supérieure, se réduire au peser sur l'étrier.
La Guérinière écrit qu'accorder la main et les jambes est, aux termes de l'art, la perfection de toutes les aides.

### Accord jambes agissant simultanément et mains agissant simultanément
L'impulsion est donnée par les jambes et est maitrisée par les mains. Les jambes donnent le mouvement vers l'avant qui est réglé par la tension simultanée des rênes qui limite ce mouvement. Ces deux actions sont opposées et ne doivent pas être produites simultanément sinon l'impulsion est détruite. Les mains cèdent lorsque les jambes agissent, puis résistent si l'impulsion doit être limitée. De même, quand les mains agissent pour limiter la vitesse, les jambes cèdent. Elles résistent ensuite si nécessaire pour limiter le ralentissement. Les jambes entretiennent le mouvement et les mains n'interviennent que lorsque l'impulsion a été obtenue. Le cheval doit d'abord obéir à l'action des jambes. L'action de jambe précède toujours l'action de main.

### Accord des deux rênes
Lorsqu'une main agit, l'autre main doit céder pour permettre à la rêne opposée de produire son effet. Cette main ne doit pas produire de résistances sous peine de contrarier ou même d'annihiler l'effet recherché. Une action de la main gauche peut par contre tout à fait succéder à une action de la main droite (et vice et versa). Dans un second temps, la main opposée peut limiter le mouvement initial et a alors un rôle de rêne régulatrice..

### Accord des deux jambes
Lorsqu'une jambe agit seule, la jambe opposée dot céder pour permettre à la première de produire son effet. Elle peut résister si nécessaire pour régulariser le mouvement.

### Accord des jambes avec chacun des effets de rênes
Les actions de jambes et des rênes doivent se combiner afin que l'action des unes renforce l'action des autres.
Lors de l'utilisation du 1er effet (rêne d'ouverture) et du 2e effet (rêne contraire), les jambes entretiennent l'impulsion par une pression égale. Pour le 3e effet (rêne directe d'opposition), la jambe correspondant à la rêne directe d'opposition agit de façon isolée pour chasser les hanches. Par contre, dans le 4e effet (rêne contraire d'opposition), la jambe opposée cette fois agit, toujours pour chasser les hanches. Dans l'utilisation du 5e effet (rêne contraire d'opposition en arrière du garrot), la jambe correspondante pousse dans la direction opposée pour renforcer le mouvement.